# Kaplica Zaśnięcia Przenajświętszej Bogurodzicy w Nowej Woli
Kaplica Zaśnięcia Przenajświętszej Bogurodzicy (znana też pod wezwaniem Wniebowstąpienia Pańskiego) – prawosławna kaplica cmentarna w Nowej Woli. Należy do parafii Narodzenia św. Jana Chrzciciela w Nowej Woli, w dekanacie Gródek diecezji białostocko-gdańskiej Polskiego Autokefalicznego Kościoła Prawosławnego.

## Historia
Kaplicę wzniesiono w XVIII w. w Kamiennym Brodzie jako cerkiew unicką. Na obecne miejsce przeniesiono ją w 1845 r. Według innego źródła, kaplica została zbudowana na cmentarzu w Nowej Woli w 1804 r.
Poświęcenia kaplicy dokonał 13 września 1987 r. arcybiskup białostocki i gdański Sawa.
Obiekt był wielokrotnie remontowany; ostatni raz w 2018 r. (odnowiono wtedy elewację i wymieniono pokrycie dachu).
Kaplicę wpisano do rejestru zabytków 18 lutego 1977 pod nr A-423.

## Architektura
Jest to budowla drewniana, o konstrukcji zrębowej, orientowana, salowa, zamknięta trójbocznie, bezwieżowa, jednonawowa, z dwukondygnacyjną kruchtą-dzwonnicą. Dach jednokalenicowy, kryty gontem. Nad dzwonnicą i nawą sześcioramienne krzyże. 
Architekturę cerkwi reprezentuje styl barokowy, symptomatyczny dla kościołów rzymskokatolickich z okresu jej wzniesienia. Ten styl architektoniczny jest bardzo rzadko spotykany wśród drewnianych cerkwi Podlasia. Do czasów współczesnych zachowało się jedynie parę takich świątyń.

## Inne
Okalający świątynię cmentarz założony został w XVIII wieku i posiada powierzchnię 1,3 ha.